# Ivana Kuzmanović
Ivana Kuzmanović (Beograd, 28. april 1966) srpska je književnica, lajf kouč i nekadašnja pevačica.
Članica je Udruženja književnika Srbije, kao i dobitnica priznanja Zlatni Hit Liber za 2011. godinu, koje dodeljuje RTS. Pokretač je i voditelj Susreta pomerisrca – razgovori o ljubavi, međunarodno akreditovani EMCC Life Coach i mentor, osnivač i izvršni direktor udruženja Centar za razvoj zdravlja, znanja i blagostanja, kao i osnivač koučing i mentoring asocijacije Srbije.

## Dela
- „Lemurova ljubav“, roman, 2007. - Evro-Giunti[7], 2009. - Laguna[8], 2009. - Šahinpašić[9].
- „Manje od tri“, roman, 2008. - Evro-Giunti, 2009. - Laguna[10]
- „Amor porteño“, roman, 2010. - Laguna[11]
- „Od kada sam se zavolela - VOLIM“, knjiga o Ljubavi, 2011. - Laguna[12]
- „U ime Ljubavi“, roman, 2012. - Laguna[13]
- „Odkar sem se vzljubila - ljubim“, študija o Ljubezni, 2013. - Potenza tim[14]
- „Ljubav bez iluzija“, knjiga o Ljubavi 2015. - Laguna[15]
- „From Pain to Love: How I overcame suffering by learning to love myself“, 2017[16]
- "Knjiga ličnih promena", - 2016. Laguna[17]
- "Knjiga o meni" - 2016. - Laguna[18]
- "Voli te mama - mom sinu" - 2017. Laguna[19]
- "Voli te mama - mojoj ćerki" - 2017. Laguna[20]

## Spoljašnje veze
- Sajt Ivane Kuzmanović
- Intervju s Ivanom Kuzmanović (Glas javnosti, 06.10.2008)
- Intervju sa Ivanom Kuzmanović (B92, 19. april 2009)
- Ivana Kuzmanović - intervju („Politika“, 26. maj 2011)
- Od buke u glavi često ne čujemo savest - intervju („Politika”, 11. decembar 2016)
- Diskografija na sajtu